# Acraea debilis
Acraea debilis är en fjärilsart som beskrevs av Charles Oberthür 1916. Acraea debilis ingår i släktet Acraea och familjen praktfjärilar. Inga underarter finns listade i Catalogue of Life.